# Попаш
Попа́ш (др.-рус. Попашь) — летописный город в составе Переяславского княжества, располагавшийся на правом берегу реки Сула. Впервые упомянут в Ипатьевской летописи под 1147 годом, когда его силой взял князь Глеб Юрьевич. Входил в Посульскую оборонительную линию — цепочку укреплённых городов, ограждавших Русь от степных вторжений. Пришёл в упадок после монголо-татарского нашествия.
Отождествляется с городищем близ посёлка Недригайлов Сумской области. Культурный слой содержит отложения скифской эпохи и древнерусского (конец XI— начало XIII вв.) времени. По мнению С. Роспонда, название города происходит от слов «пашня» или «пастбище».